# François Berléand
Ne doit pas être confondu avec François Berland.
François Berléand est un acteur français, né le 22 avril 1952 à Paris.
François Berléand se découvre une passion pour le théâtre après des études en commerce, entamant un parcours sous la direction de Tania Balachova. Il connaît la célébrité à 45 ans avec le film Le Septième Ciel de Benoît Jacquot.
Il obtient en 2000 le César du meilleur acteur dans un second rôle pour Ma petite entreprise.

## Biographie

### Origines familiales
François Berléand est né le 22 avril 1952 à Paris (Seine). Il est le fils de Iosif Berliand (1912-1989), juif russe né à Chișinău (Bessarabie), et de Marie-Thérèse Mawet, Française catholique.
Ses grands-parents paternels, Moïse (1885-1944) et Berthe Teplitsky (1891-1969), juifs ashkénazes, sont arrivés en France en 1928. Son grand-père paternel, Moïse Berliand, originaire de Chișinău, homme facétieux et mythomane, qui parlait treize langues, aurait été metteur en scène à Odessa, a été déporté de Drancy à Auschwitz en 1944 où il est mort,. Berthe, sa grand-mère paternelle, a été comédienne de théâtre yiddish d’un père de cette ville et d'une mère native d'Odessa en Russie tsariste, catholique.
Ainsi, François Berléand a repris le flambeau de la fibre théâtrale de la famille.
Son père travaille dans le commerce de gadgets américains très en vogue en France dans les années 1950 (tire-bouchons à effigies, couvre-téléphones en velours dorés, etc).
Il raconte son enfance dans Le Fils de l'homme invisible, paru en 2006 ; il y relate le traumatisme qui le conduisit à onze ans à un dédoublement de la personnalité, aux portes de la folie, étrangement causée par une affirmation de son père : « De toute façon, toi, tu es le fils de l'Homme invisible », allusion au célèbre feuilleton de l'époque,. Cela a construit sa personnalité d'acteur.

### Formation
Il fait des études durant deux années dans une école de commerce[réf. nécessaire] puis se fait embaucher brièvement dans la publicité.
C'est lors d'un cours de théâtre de son école de commerce, qu'il découvre les « planches ». Parallèlement à ses études, il suit une formation théâtrale et débute sur scène dans une pièce intitulée Sur une plage de l'Ouest.

### Carrière d'acteur
Ses études terminées, il s'inscrit au cours d'art dramatique de Tania Balachova et rencontre Daniel Benoin, metteur en scène, sous l'égide duquel il travaille de 1974 à 1981, participant à une quinzaine de spectacles, classiques comme contemporains. Il joue de grands rôles dans le théâtre subventionné.
Vers 1990, il quitte le théâtre public pour le théâtre privé où il rencontre Nicole Garcia dont il partage la vie durant une douzaine d'années . Elle lui donne confiance en lui et l'incite à suivre une psychanalyse.
Après avoir fréquenté l'équipe du Splendid, il décline la proposition de Josiane Balasko de rejoindre la troupe, et préfère jouer dans le théâtre subventionné. Il commence sa carrière cinématographique en 1978. Il enchaîne alors surtout de la figuration, des rôles de « troisième couteau » (second plan) et quelques rares seconds rôles dans des comédies à succès durant les années 1980.
À 45 ans, en 1997, il se révèle au grand public dans le film Le Septième Ciel de Benoît Jacquot. Puis il connaît une forme de consécration en recevant le César du meilleur acteur dans un second rôle en 2000 pour son interprétation dans le film de Pierre Jolivet, Ma petite entreprise ; il obtient enfin son premier grand rôle, à 50 ans, en 2002, dans Mon idole de Guillaume Canet, qui lui vaut une nomination au César du meilleur acteur. Ce qui ne fait que confirmer la prédiction de Tania Balachova, sa professeur d’art dramatique, qui lui avait dit lorsqu'il avait vingt ans : « Vous, si un jour vous devez être connu, ce ne sera pas avant l’âge de 40 ans. »

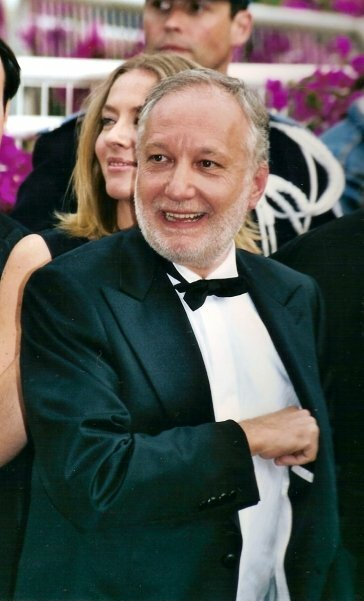
François Berléand au Festival de Cannes 2004.

Parmi ses principaux rôles, dans Martin et Léa, il incarne un inspecteur de police, fonction qu'il va encore exercer de nombreuses fois à l'écran : La Balance, Les mois d'avril sont meurtriers, Marche à l'ombre, L'Appât, La Mort du Chinois, Fred, Le Sourire du clown, Ne le dis à personne, Le Transporteur (trois films et une série télévisée). Son physique froid, distant, et son regard perçant lui valent aussi des rôles de militaire (L'Otage de l'Europe, Stella, Les Milles, Capitaine Conan, Le Prince du Pacifique), de détective (Suivez cet avion), de curé (Au revoir les enfants), de directeur d'internat (Les Choristes) ou de psychiatre (Le Septième Ciel).
En 2007, il est le président du jury du festival de cinéma bastiais Arte Mare dirigé par Michèle Corrotti (d).

#### Divers
Il participe, en juillet 2021, au Grand Quiz - Spécial permis de conduire en tant que candidat (TF1), puis il rejoint en août 2021 l'équipe des Grosses Têtes sur RTL.

### Vie privée
Après avoir été le compagnon durant douze ans de l'actrice-réalisatrice Nicole Garcia, il est en couple depuis 2004 avec l'actrice Alexia Stresi qu'il a rencontrée sur le tournage de Promenons-nous dans les bois. De cette liaison, Adèle et Lucie, des jumelles, sont nées en décembre 2008.
Il est le père de deux autres enfants, Martin Berléand (d) (né en 1978) et Fanny (née en 1983). Le premier est producteur, acteur (Camille Claudel réalisé par Bruno Nuytten, sorti en 1988) et régisseur général (Donnant donnant, film de 2010 d'Isabelle Mergault).
François Berléand est grand-père depuis 2013, son fils Martin ayant eu un fils, Elios.
Il se dit athée.

### Engagement
Il est parrain de l'Association européenne contre les leucodystrophies (ELA).[réf. nécessaire]

### Prises de position
François Berléand se dit social-démocrate.
Après avoir apporté son soutien à François Bayrou lors de la campagne présidentielle française de 2007, il rallie Emmanuel Macron à l'élection présidentielle française de 2017. Devenu proche du candidat, il est présent à la célébration de sa qualification pour le second tour, le 23 avril 2017, à La Rotonde. Il lui apporte de nouveau son soutien en 2022.

#### Déclarations
Le 9 février 2019, il déclare sur RTL : « Moi, depuis le début, ils me font chier les Gilets jaunes. »
Le 29 janvier 2020, il déclare dans La Bande originale que sa page Wikipédia est mise à jour par son seul fan.
Le 26 mars 2021, sa femme, Alexia Stresi, déclare qu'elle et son mari ont élevé leurs filles à Saint-Denis afin de leur transmettre des valeurs de « respect, d'ouverture, de conscience de l'endroit où l'on est et de la chance que l'on a », avant de déménager dans le centre de Paris, car l'éducation n'était plus à un niveau suffisant à cause de la surcharge des institutrices qui devaient enseigner le français aux nombreux élèves non francophones et ne pouvaient plus enseigner la lecture et l'écriture aux autres élèves.

## Théâtre
- 1973 : Le Champion de la faim de Franz Kafka, mise en scène Daniel Benoin, théâtre Daniel-Sorano de Vincennes
- 1973 : Les Corbeaux d'Henry Becque, mise en scène Daniel Benoin, théâtre Daniel-Sorano
- 1974 : Deutsches Requiem de Pierre Bourgeade, mise en scène Daniel Benoin, théâtre Daniel-Sorano
- 1974 : Monsieur de Pourceaugnac de Molière, mise en scène Daniel Benoin, théâtre Daniel-Sorano
- 1975 : Woyzeck de Georg Büchner, mise en scène Daniel Benoin, Festival d'Avignon
- 1977 : La Cantatrice chauve d'Eugène Ionesco, mise en scène Daniel Benoin, théâtre Daniel-Sorano
- 1979 : Cache ta joie de Jean-Patrick Manchette, mise en scène Daniel Benoin, Comédie de Saint-Étienne, théâtre de Paris
- 1985 : Hernani de Victor Hugo, mise en scène Antoine Vitez, Théâtre national de Chaillot
- 1986 : Madame de Sade de Yukio Mishima, mise en scène Sophie Loucachevsky, Théâtre national de Chaillot, Théâtre national de Strasbourg, théâtre de l'Athénée-Louis-Jouvet
- 1987 : Les Désossés de Louis-Charles Sirjacq, mise en scène Sophie Loucachevsky, Théâtre national de Chaillot
- 1987 : Mort de Judas/Le Point de vue de Ponce Pilate de Paul Claudel, mise en scène Sophie Loucachevsky, Théâtre national de Strasbourg
- 1990 : La Dame de chez Maxim de Georges Feydeau, mise en scène Alain Françon, théâtre du Huitième de Lyon
- 1990 : Partage de midi de Paul Claudel, mise en scène Brigitte Jaques-Wajeman, théâtre de l'Atelier
- 1994 : Le Retour d'Harold Pinter, mise en scène Bernard Murat, théâtre de l'Atelier
- 1999 : Biographie : un jeu de Max Frisch, mise en scène Frédéric Bélier-Garcia, Théâtre national de Nice, théâtre de la Commune, La Criée (en 2000)
- 2002 : L'Enfant do de Jean-Claude Grumberg, mise en scène Jean-Michel Ribes, théâtre Hébertot
- 2003 : Café chinois d’Ira Lewis, mise en scène Richard Berry, théâtre de la Gaîté-Montparnasse
- 2007 : L’Arbre de joie de Louis-Michel Colla et David Khayat, mise en scène Christophe Lidon, théâtre de la Gaîté-Montparnasse
- 2007 : Faisons un rêve de Sacha Guitry, mise en scène Bernard Murat, théâtre Édouard VII
- 2008 : Batailles de Roland Topor et Jean-Michel Ribes, mise en scène Jean-Michel Ribes, théâtre du Rond-Point
- 2008 : Tailleur pour dames de Georges Feydeau, mise en scène Bernard Murat, théâtre Édouard VII
- 2009 : Sentiments provisoires de Gérald Aubert, mise en scène Bernard Murat, théâtre Édouard VII
- 2011 - 2012 : Quadrille de Sacha Guitry, mise en scène Bernard Murat, théâtre Édouard VII
- 2012 : Le Dindon de Georges Feydeau, mise en scène Bernard Murat, théâtre Édouard VII
- 2012 : Bons baisers de Manault de Manault Deva, théâtre La Bruyère (lecture)
- 2013 : Quadrille de Sacha Guitry, mise en scène Bernard Murat, tournée puis théâtre Édouard VII
- 2013 : Nina d'André Roussin, mise en scène Bernard Murat, Théâtre Édouard VII
- 2014 : Deux hommes tout nus, de Sébastien Thiéry, mise en scène Ladislas Chollat, Théâtre de la Madeleine
- 2015 : Nina d'André Roussin, mise en scène Bernard Murat, tournée
- 2015 - 2016 : Momo de Sébastien Thiéry, mise en scène Ladislas Chollat, Théâtre de Paris
- 2016 : Du vent dans les branches de sassafras de René de Obaldia, mise en scène Bernard Murat, Théâtre Édouard VII (+ diffusion en direct sur France 2 le 28 juin 2016)
- 2016 : Moi, moi et François B. de Clément Gayet , mise en scène de Stéphane Hillel, théâtre Montparnasse
- 2017 : Ramsès II de Sébastien Thiéry, mise en scène Stéphane Hillel, Théâtre des Bouffes Parisiens
- 2019 : Encore un instant de Fabrice Roger-Lacan, mise en scène Bernard Murat, Théâtre Edouard VII
- 2019 : La Troupe à Palmade s’amuse avec… François Berléand de Pierre Palmade, mise en scène Pierre Palmade, Théâtre de l'Œuvre, réalisation pour France Télévision Ybao Benedetti
- 2020 : Par le bout du nez de Matthieu Delaporte et Alexandre De La Patellière, mise en scène Bernard Murat, théâtre Antoine
- 2020 : Une heure de tranquillité de Florian Zeller, mise en scène Ladislas Chollat, théâtre Antoine (Captation pour France 2)
- 2021 : 88 fois l'infini d'Isabelle Le Nouvel, mise en scène Jérémie Lippmann, théâtre des Bouffes Parisiens
- 2022 : Par Le Bout du Nez de Matthieu Delaporte et Alexandre de la Patellière, avec Antoine Duléry au Théâtre-Libre
- 2023 :  La note  de Audrey Schebat, avec Sophie Marceau au Théâtre des Bouffes Parisiens
- 2024 : Freud et la femme de chambre de Leonardo De La Fuente, mise en scène Alain Sachs, théâtre Montparnasse
- 2024 : Poiret-Serrault, extraits extra de Jean Poiret et Michel Serrault, mise en scène Nathalie Serrault, théâtre du Petit Montparnasse

## Filmographie

### Cinéma

#### Longs métrages
- 1979 : Martin et Léa d'Alain Cavalier : l'inspecteur
- 1980 : Un étrange voyage d'Alain Cavalier : le témoin escroc
- 1981 : Les hommes préfèrent les grosses de Jean-Marie Poiré : Julien
- 1981 : On n'est pas des anges... elles non plus de Michel Lang : un second jogger (non crédité)
- 1982 : La Balance de Bob Swaim : un inspecteur de la Mondaine
- 1983 : Ôte-toi de mon soleil ou Diogène de Marc Jolivet : Socrate
- 1983 : Stella de Laurent Heynemann : le capitaine du hangar
- 1983 : Signé Charlotte de Caroline Huppert : le préposé PTT soupçonneux
- 1984 : Marche à l'ombre de Michel Blanc : l'inspecteur de police
- 1985 : Strictement personnel de Pierre Jolivet : Gérard
- 1986 : Poker de Catherine Corsini : l'avocat
- 1986 : La Femme secrète de Sébastien Grall : Zaccharia Pasdeloup
- 1986 : Les mois d'avril sont meurtriers de Laurent Heynemann : Baumann
- 1986 : Le Complexe du kangourou de Pierre Jolivet : le frère
- 1987 : Au revoir les enfants de Louis Malle : le père Michel
- 1988 : Un père et passe de Sébastien Grall : Maxence
- 1988 : Suivez cet avion de Patrice Ambard : Combette
- 1988 : Camille Claudel de Bruno Nuytten : le docteur Michaux
- 1988 : L'Otage de l'Europe de Jerzy Kawalerowicz : le général Montholon
- 1990 : Milou en mai de Louis Malle : Daniel
- 1989 : L'Orchestre rouge de Jacques Rouffio : Corbin
- 1990 : Génial, mes parents divorcent ! de Patrick Braoudé
- 1992 : Tableau d'honneur de Charles Nemes : Alain Denizet
- 1993 : Le Joueur de violon de Charles Van Damme : Charles
- 1993 : Le Bateau de mariage de Jean-Pierre Améris : le maire
- 1993 : À l'heure où les grands fauves vont boire de Pierre Jolivet : le cousin
- 1994 : 3000 Scénarios contre un virus, segment Poisson rouge de Cédric Klapisch : le pharmacien
- 1995 : Fugueuses de Nadine Trintignant : Nicolas
- 1995 : L'Appât de Bertrand Tavernier : l'inspecteur Durieux
- 1995 : Les Milles de Sébastien Grall : le lieutenant Boisset
- 1995 : Un héros très discret de Jacques Audiard : M. Jo
- 1996 : Capitaine Conan de Bertrand Tavernier : le commandant Bouvier
- 1997 : Tout le monde descend de Laurent Bacher : Jean-Pierre
- 1997 : Fred de Pierre Jolivet : Barrère
- 1997 : Le Pari de Didier Bourdon et Bernard Campan : le docteur Bricourt
- 1997 : Le Septième Ciel de Benoît Jacquot : le docteur
- 1997 : L'Homme idéal de Xavier Gélin : l'homme du Balto
- 1997 : La Mort du Chinois de Jean-Louis Benoît : l'inspecteur Chevalot
- 1998 : Le Sourire du clown d'Éric Besnard : Drouot
- 1998 : Place Vendôme de Nicole Garcia : Éric Malivert
- 1998 : Dormez, je le veux ! d'Irène Jouannet : Paul, l'oncle / Raymond, le père
- 1998 : L'École de la chair de Benoît Jacquot : Soukaz
- 1998 : En plein cœur de Pierre Jolivet
- 1998 : Le Plus Beau Pays du monde de Marcel Bluwal : Brafort
- 1999 : Innocent de Costa Natsis : Jean-René
- 1999 : La Débandade de Claude Berri : le docteur Nataf
- 1999 : Ma petite entreprise de Pierre Jolivet : Maxime Nassief
- 1999 : L'Homme de ma vie de Stéphane Kurc : Frydman
- 1999 : Mauvaises Fréquentations de Jean-Pierre Améris : René
- 1999 : Une pour toutes de Claude Lelouch : le passager désagréable
- 1999 : Six-Pack d'Alain Berberian : Thomas
- 1999 : Romance de Catherine Breillat : Robert
- 2000 : Les Acteurs de Bertrand Blier : François Nègre
- 2000 : Promenons-nous dans les bois de Lionel Delplanque : Axel de Fersen
- 2000 : Stardom de Denys Arcand : l'associé de Nigel Pope
- 2000 : Le Prince du Pacifique d'Alain Corneau : le commandant Lefèvre
- 2000 : La Fille de son père de Jacques Deschamps : Henri
- 2001 : HS Hors Service de Jean-Paul Lilienfeld : Louis
- 2001 : Comment j'ai tué mon père d'Anne Fontaine : un patient
- 2001 : Les Âmes câlines de Thomas Bardinet : Jacques
- 2001 : Féroce de Gilles de Maistre : l'inspecteur de police
- 2001 : L'Adversaire de Nicole Garcia : Rémi
- 2002 : Le Transporteur de Corey Yuen et Louis Leterrier : l'inspecteur Tarconi
- 2002 : Vivante de Sandrine Ray : le père
- 2002 : Le Frère du guerrier de Pierre Jolivet : le curé
- 2002 : Mon idole de Guillaume Canet : Jean-Louis Broustal
- 2002 : La Mentale de Manuel Boursinhac : l'homme en contrat avec Yanis
- 2002 : Une employée modèle de Jacques Otmezguine : François Maurey
- 2003 : Filles uniques de Pierre Jolivet : Mermot
- 2003 : En territoire indien de Lionel Epp : Jean-Claude Adam
- 2003 : Remake de Dino Mustafic : François-Charles Leconte
- 2003 : Les Amateurs de Martin Valente : Meineau
- 2003 : Le Convoyeur de Nicolas Boukhrief : Bernard
- 2003 : Pour le plaisir de Dominique Deruddere : François
- 2003 : Narco de Tristan Aurouet et Gilles Lellouche : Guy Bennet
- 2004 : Les Choristes de Christophe Barratier : Rachin
- 2004 : Le Grand Rôle de Steve Suissa : Benny Schwarz
- 2004 : Les Sœurs fâchées de Alexandra Leclère : Pierre Demouthy
- 2004 : Éros thérapie de Danièle Dubroux : Adam Corbeau
- 2004 : Une vie à t'attendre de Thierry Klifa : Simon
- 2005 : Le Plus Beau Jour de ma vie de Julie Lipinski  : Valentin
- 2005 : Le Transporteur 2 de Louis Leterrier : Tarconi
- 2005 : Edy de Stéphan Guérin-Tillié : Edy Saïovici
- 2005 : Quartier VIP de Laurent Firode : Bertrand Fussac
- 2005 : Aurore de Nils Tavernier : le roi
- 2006 : L'Ivresse du pouvoir de Claude Chabrol : Michel Humeau
- 2006 : Le Passager de l'été de Florence Moncorgé-Gabin : Maurice Lecouvey
- 2006 : Ne le dis à personne de Guillaume Canet : Éric Levkowitch
- 2006 : Fragile(s) de Martin Valente : Paul
- 2007 : Pur Week-end d'Olivier Doran : le commandant Papan
- 2007 : Je crois que je l'aime de Pierre Jolivet : Roland Christin
- 2007 : La Fille coupée en deux de Claude Chabrol : Charles Saint-Denis
- 2008 : Ca$h d'Éric Besnard : François
- 2008 : 15 ans et demi de Thomas Sorriaux et François Desagnat : Albert Einstein
- 2008 : Le Transporteur 3 d'Olivier Megaton : Tarconi
- 2008 : La différence, c'est que c'est pas pareil de Pascal Laethier : Sylvain
- 2009 : Le Concert de Radu Mihaileanu : Olivier Morne Duplessis
- 2009 : Le Siffleur de Philippe Lefebvre : Armand
- 2011 : Au bistro du coin de Charles Nemes : François, le libraire
- 2011 : Escalade de Charlotte Silvera : Noé
- 2012 : Un jour mon père viendra de Martin Valente : Bernard Bleu
- 2012 : La Vie d'une autre de Sylvie Testud : maître Volin
- 2012 : Un bonheur n'arrive jamais seul de James Huth : Alain Posche
- 2012 : La Stratégie de la poussette de Clément Michel : Jean-Luc Hamory
- 2012 : Dead Man Talking de Patrick Ridremont : Karl Raven
- 2012 : Max de Stéphanie Murat : le commissaire
- 2013 : Crawl d'Hervé Lasgouttes : le juge
- 2013 : Blanche-Nuit de Fabrice Sebille : La Malice
- 2013 : 12 ans d'âge de Frédéric Proust : Charles
- 2014 : La Cuisine à Paris ( Кухня в Париже) de Dmitriy Dyachenko
- 2015 : L'Antiquaire de François Margolin : Simon
- 2015 : Entre amis d'Olivier Baroux : Philippe
- 2015 : Vicky de Denis Imbert : Le père de Vicky
- 2017 : L'École buissonnière de Nicolas Vanier : Le Comte de la Fresnaye
- 2017 : C'est tout pour moi de Nawell Madani et Ludovic Colbeau-Justin : Fabrice
- 2018 : La Ch'tite Famille de Dany Boon : Alexander Brandt
- 2018 : Je vais mieux de Jean-Pierre Améris : Audibert
- 2019 : La Vérité si je mens ! Les débuts de Michel Munz et Gérard Bitton : Max
- 2019 : Deux Moi de Cédric Klapisch : le psy de Rémy
- 2020 : L'Esprit de famille d'Éric Besnard : Jacques
- 2020 : Lucky d'Olivier Van Hoofstadt : Commissaire Daran
- 2020 : La Bonne Épouse de Martin Provost : Robert Van der Beck
- 2020 : Chacun chez soi de Michèle Laroque : Le psy
- 2021 : Les Tuche 4 d'Olivier Baroux : Pierre Noël
- 2021 : On est fait pour s'entendre de Pascal Elbé : Francis
- 2022 : Champagne ! de Nicolas Vanier : Maître de cérémonie
- 2022 : La Très Très Grande Classe de Frédéric Quiring : Monsieur Picard
- 2022 : Last Dance de Delphine Lehericey : Germain
- 2023 : Magnificat de Virginie Sauveur : Monseigneur Mevel
- 2023 : Nouveau Départ de Philippe Lefebvre : le père d'Agathe
- 2023 : Un jour fille de Jean-Claude Monod : Juge Genoud
- 2024 : Fêlés de Christophe Duthuron : Directeur de l'usine
- 2024 : C'est le monde à l'envers ! de Nicolas Vanier : Le grand-père
- 2025 : Anges & Cie  de Vladimir Rodionov : Ange Cupidon
- 2025 : La Venue de l'avenir de Cédric Klapisch : Victor Hugo

#### Courts métrages
- 1984 : La Voix de son maître ou Deux jours de la vie de monsieur Léon de Patrick Zeyen
- 1987 : Histoires de familles de Marion Lary
- 1988 : Jours de vagues d'Alain Tasma : Benjamin
- 1989 : Perdue de Marion Lary
- 1990 : Les Pinsons de Caroline Thivel
- 1991 : Sans rires (court-métrage) de Mathieu Amalric : Roger
- 1991 : Copie conforme ou la Sœur d'Albert de Jean-Claude Marchant
- 1993 : La Vis de Didier Flamand : le vendeur
- 1994 : Une belle âme de Éric Besnard
- 1994 : Chacun pour soi de Stéphane Brisset
- 1996 : Ultima hora de Laurence Maynard
- 1996 : Gorille, mon ami d'Emmanuel Malherbe : Michel
- 1996 : Bonjour : Michel
- 1997 : C'est Noël déjà
- 1998 : Stop de Rodolphe Marconi
- 1998 : Coup de lune d'Emmanuel Hamon
- 1999 : Trait d'union de Bruno Garcia
- 2000 : Liste rouge de Jérôme Bonnell : le chauffeur de taxi
- 2000 : Pour l'amour du ciel de Philippe Azoulay
- 2000 : Recrutement de Didier Loret : Corbi, le recruteur
- 2000 : Cyrano de Vincent Lindon
- 2000 : Grand Oral de Yann Moix : le président du jury
- 2001 : Requiems de Stéphan Guérin-Tillié : l'homme au flingue
- 2001 : Notre besoin de consolation...
- 2003 : La Chaîne du froid : le client
- 2004 : Toi, vieux de Pierre Coré et Michael Mitz : le visiteur du futur
- 2004 : Méprise

### Doublage
- 2012 : Le Lorax de Chris Renaud et Kyle Balda : Le Lorax[17]
- 2019 : Klaus de Sergio Pablos : Klaus[18]

### Télévision
- 1977 : Au plaisir de Dieu de Robert Mazoyer : Dalbois
- 1982 : Messieurs les jurés (épisode L'affaire Tromsé) : Jean-Yves Oroër
- 1983 : Elle voulait faire du cinéma de Caroline Huppert : Pierre
- 1985 : Série noire, épisodes Meurtres pour mémoire et  Main pleine : Dalbois
- 1989 : Ceux de la soif de Laurent Heynemann : M. Carmat
- 1990 : La Belle Anglaise (épisode La course contre la montre)
- 1991 : Le Piège de Serge Moati
- 1991 : C'est quoi, ce petit boulot ? de Michel Berny
- 1992 : La femme de l'amant de Christopher Frank
- 1992 : La place du père de Laurent Heynemann : L'avocat
- 1992 : Papa veut pas que je t'épouse de Patrick Volson
- 1993 : Le Bal de Jean-Louis Benoît
- 1993 : Feu Adrien Muset de Jacques Besnard
- 1993 : Des héros ordinaires : Les portes du ciel de Denys Granier-Deferre
- 1993 : Julie Lescaut (épisode 3, Harcèlements) de Caroline Huppert
- 1994 : Avanti de Jacques Besnard
- 1994 : Cherche famille désespérément de François Luciani
- 1994 : Pas si grand que ça! de Bruno Herbulot
- 1995 : Le juge est une femme (épisode La fille aînée)
- 1995 : Une page d'amour de Serge Moati
- 1995 : Un si joli bouquet de Jean-Claude Sussfeld
- 1995 : La fidèle infidèle de Jean-Louis Benoît
- 1996 : Les Cordier, juge et flic (épisode Refaire sa vie)
- 1996 : J'ai rendez-vous avec vous de Laurent Heynemann
- 1996 : Tous les hommes sont menteurs de Alain Wermus
- 1997 : Pardaillan d'Édouard Niermans
- 1997 : Madame le Consul (épisode Les disparus de la Sierra Madre)
- 1997 : Un homme de Robert Mazoyer
- 1997 : La Parenthèse  de Jean-Louis Benoît
- 1997 : Le Garçon d'orage de Jérôme Foulon
- 1997 : La Grande Béké de Alain Maline
- 1998 : Un flic presque parfait de Marc Angelo
- 1998 : Anne Le Guen (épisode Les raisons de la colère)
- 1998 : Crimes en série (épisode Le silence du scarabée)
- 1998 : Commandant Nerval (épisode Une femme dangereuse)
- 1999 : Fleurs de sel d'Arnaud Sélignac
- 1999 : Le Boîteux (épisode Baby Blues)
- 2000 : Passeur d'enfants (épisode Passeur d'enfants à Lisbonne)
- 2000 : Victoire, ou la Douleur des femmes de Nadine Trintignant
- 2000 : Un morceau de soleil de Dominique Cheminal
- 2000 : Ces forces obscures qui nous gouvernent de Olivier Doran
- 2001 : L'Héritière de Bernard Rapp
- 2002 : Le Jeune Casanova de Giacomo Battiato
- 2003 : Les Parents terribles de Josée Dayan
- 2006 : Le Bureau (série télévisée)
- 2006 : À l'ombre du polar de Fabien Granet
- 2008 : Chez Maupassant : Le Petit Fût, de Claude Chabrol
- 2008 : Le Gendre idéal d'Arnaud Sélignac : Max
- 2009 : L'Évasion de Laurence Katrian : le colonel Von Deck
- 2009 : Les Associés d'Alain Berliner : Raymond Rosen
- 2010 : Le Gendre idéal 2 d'Arnaud Sélignac : Max
- 2010 : Le Grand Restaurant de Gérard Pullicino
- 2010 : Le Pot de colle de Julien Seri : Richard Maurand
- 2010 : Vieilles Canailles d'Arnaud Sélignac : JP
- 2011 : Main basse sur une île de Antoine Santana : l'Ange
- 2011 : Insoupçonnable de Benoît d'Aubert : Pierre Jourdan
- 2012 : La Chartreuse de Parme de Cinzia TH Torrini : le prince de Parme
- 2012 - 2014 : Le Transporteur (série) de Andy Mikita : Tarconi
- 2013 : Le Parc, Prince des stades (documentaire) de Nicolas Bergès : voix off
- 2013 : Crime d'état de Pierre Aknine : Robert Boulin
- 2013 : Surveillance de Sébastien Grall : JC Dedieu
- 2014 : La Clef des champs de Bertrand Van Effenterre : Fred
- 2015 : Peplum (série) de Philippe Lefebvre : Titus
- 2015 : Dix pour cent de Cédric Klapisch (saison 1 - épisode 6) : Lui-même
- 2016 : La Main du mal de Pierre Aknine : Lucien Smadja
- 2016 : Retour aux sources, documentaire
- 2017 : #MerciBrassens (sur France 2), apparition & animation
- 2017 - 2018 : Les Chamois de Philippe Lefebvre : Etienne Leroy
- 2019 : La loi de Damien d'Arnaud Sélignac : Professeur Pascal Bernel
- 2020 : I love you coiffure de Muriel Robin : le père de Liliane et Maud
- 2020 et 2021 : Sam (série télévisée), saisons 5 et 6 sur TF1 : Vladimir Nowak, le père de Sam
- 2021 : Le Grand Restaurant : Réouverture après travaux de Romuald Boulanger
- 2021 : L'École de la vie de Elsa Bennett et Hippolyte Dard
- 2021 : À mon tour de Frédéric Berthe : Jean-Charles de Ponte
- 2022 : L'Amour (presque) parfait de Pascale Pouzadoux : Georges
- 2022 : Ils s'aiment...enfin presque ! d'Hervé Brami : Le gardien de l'immeuble
- 2022 : Le Souffle du dragon de Stéphanie Pillonca : Papi
- 2022 : Disparition inquiétante (série, épisode 5 « Consentement parental »), réalisé par Stéphanie Pillonca : Yves
- 2022 : Tous Inconnus  de Nicolas Hourès :  Lui-même
- 2022 : 1H30 Max de Léo Grandperret : Goldorak
- 2024 : Père Noël à domicile de Manu Joucla : François
- 2024 : Panique au 31 de Gaël Leforestier : François
- 2025 : Génération Alpha de Franck Brett : Jean Humbel
- 2025 : Alexandra Ehle, épisode Feu sacré : Robin Desnoyeux
- 2025 : Le Remplaçant (saison 3) : Bernard Audoin

## Distinctions

### Décoration
- Officier de la Légion d'honneur (2015)[19].
- Commandeur des Arts et des Lettres

### Récompenses
- César 2000 : César du meilleur acteur dans un second rôle pour Ma petite entreprise
- Étoiles d'or du cinéma français 2003 : Étoile d'or du premier rôle masculin pour Mon idole

### Nominations
- César 2003 : César du meilleur acteur pour Mon idole
- César 2005 : César du meilleur acteur dans un second rôle pour Les Choristes
- Molières 2015 : Molière du comédien dans un spectacle de théâtre privé pour Deux hommes tout nus

## Publication
- François Berléand, Le Fils de l'Homme invisible, Paris, Editions Stock, novembre 2006, 216 p. (ISBN 978-2-234-05803-3, présentation en ligne)